# Ricardo Palma
Manuel Ricardo Palma Soriano (ur. 7 lutego 1833 w Limie, zm. 6 października 1919 w Miraflores, Lima) – peruwiański dziennikarz, pisarz, bibliotekarz i polityk, autor dzieła Tradiciones peruanas, twórca gatunku literackiego, nazwanego tradiciones.

## Życiorys
Ricardo Palma urodził się w 7 lutego 1833 roku w Limie, jako syn Pedro Ramón Palma Castañeda i Guillerma Carrillo y Pardos. Był wychowywany w romantycznej tradycji Peru. Pod wpływem burzliwych wydarzeń politycznych w kraju w młodym wieku zaczął interesować się polityką. W wieku 15 lat wydał pierwsze wiersze i redagował polityczne i satyryczne pismo o nazwie „El Diablo”. Kształcił się początkowo w szkole jezuickiej, a następnie studiował prawo w University of San Carlos. Studia przerwał wstępując do peruwiańskiej marynarki wojennej. Jako student i oficer marynarki pisał dramaty i poezję romantyczną. Pierwsze książkowe wydanie poezji ukazało się w 1855 roku.
Sześć lat później został zesłany do Chile, z powodów politycznych, gdzie przebywał do czasu amnestii w 1863 roku. W latach 1864–1865 przebywał w Europie. W czasie pobytu poza Peru publikował utwory nazywane tradiciones – krótkie kroniki, częściowo oparte na źródłach historycznych, a częściowo legendarne, wzbogacone fantazją autora (rodzaj historycznej anegdoty).
Po powrocie do Limy w 1865 roku Palma brał udział w bitwie pod Callao pod dowództwem José Gálveza i innych walkach, wraz z José Baltem. W 1868 roku Balta został prezydentem Peru, a Palma został wybrany na senatora w prowincji Loreto (Peru). Pełnił też funkcję sekretarza prezydenta.
Uczestnicząc w pracach rządu nie przerywał pisania. W 1872 roku została wydana książka Tradiciones peruanas – zbiór krótkich prac, wcześniej publikowanych w czasopismach. Wkrótce potem poświęcił się wyłącznie literaturze. Przez następne 11 lat opisywał dalsze peruwiańskie tradiciones. Ich uzupełnione wydanie książkowe ukazało się w 1883 roku.
Po wojnie między Chile i Peru (wojna o Pacyfik) Palma został mianowany dyrektorem Biblioteki Narodowej w Limie, splądrowanej przez najeźdźców. Dzięki swoim wcześniejszym kontaktom dyplomatycznym odzyskał 10 tys. książek i inne teksty, ugruntowując pierwszą pozycję biblioteki w Ameryce Południowej.

## Życie prywatne
Miał ośmioro dzieci, z których dwoje, Clemente (1872 - 1946) i Angélica (1878 - 1935), zostało pisarzami.

## Niektóre dzieła
Książki:

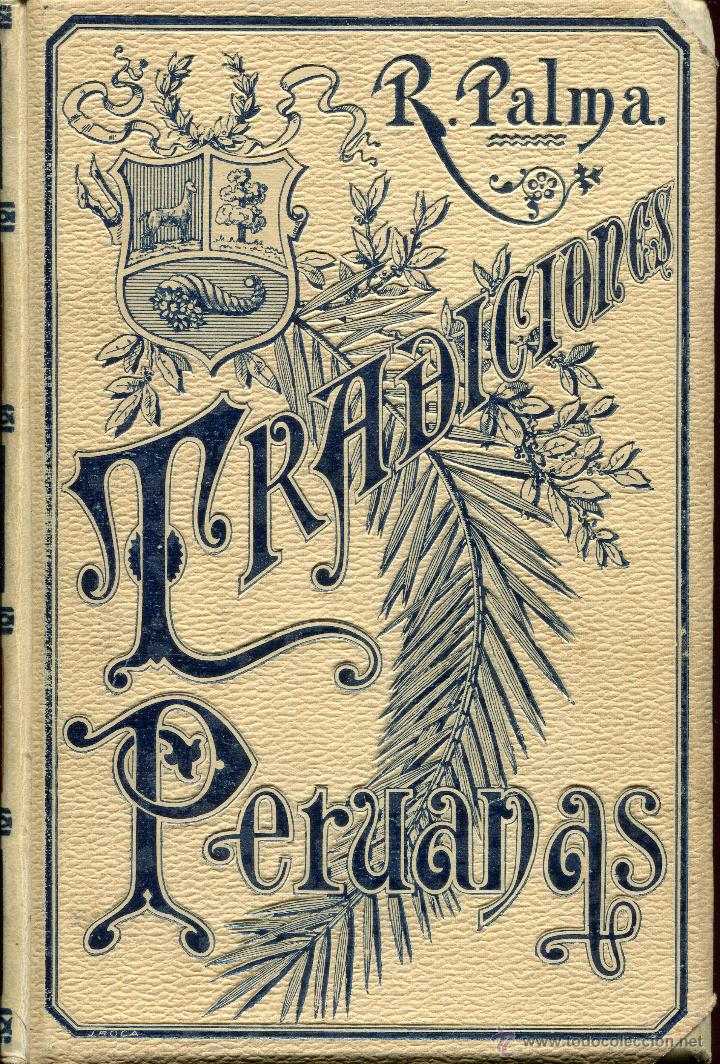
Tradiciones Peruanas (1893)

- Anales de la Inquisición en Lima (1863)
- Tradiciones Peruanas (1872)
- Armonía (1877)
- Neologismos y americanismos (1896)
- Cachivaches (1900)
- Epistolario (1949)
- Cartas Inéditas (1964)

## Upamiętnienie

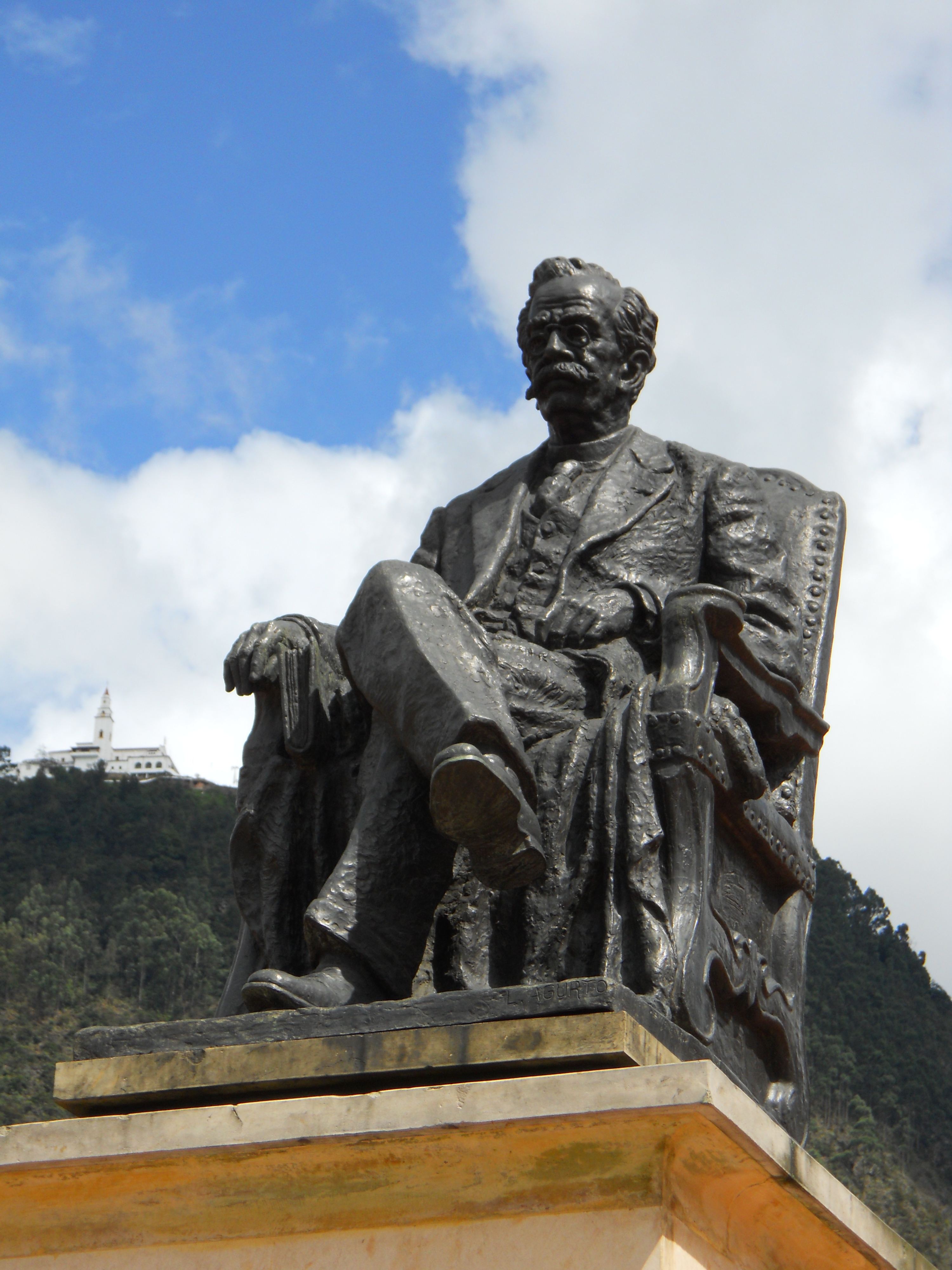
Pomnik Ricardo Palmy w Bogocie

Wiele instytucji edukacyjnych (np. Universidad Ricardo Palma, inne szkoły) instytucji kulturalnych, ośrodki zdrowia są poświęcone jego pamięci. Istnieją hotele, ulice, stacja metra, targi książki (zainaugurowana w 1972) jedno centrum rozrywki.

W dzielnicy Miraflores funkcjonuje jego dom muzeum, które również jest centrum poświęcone dziełom autora. Istnieje również Fundacja Ricardo Palma.

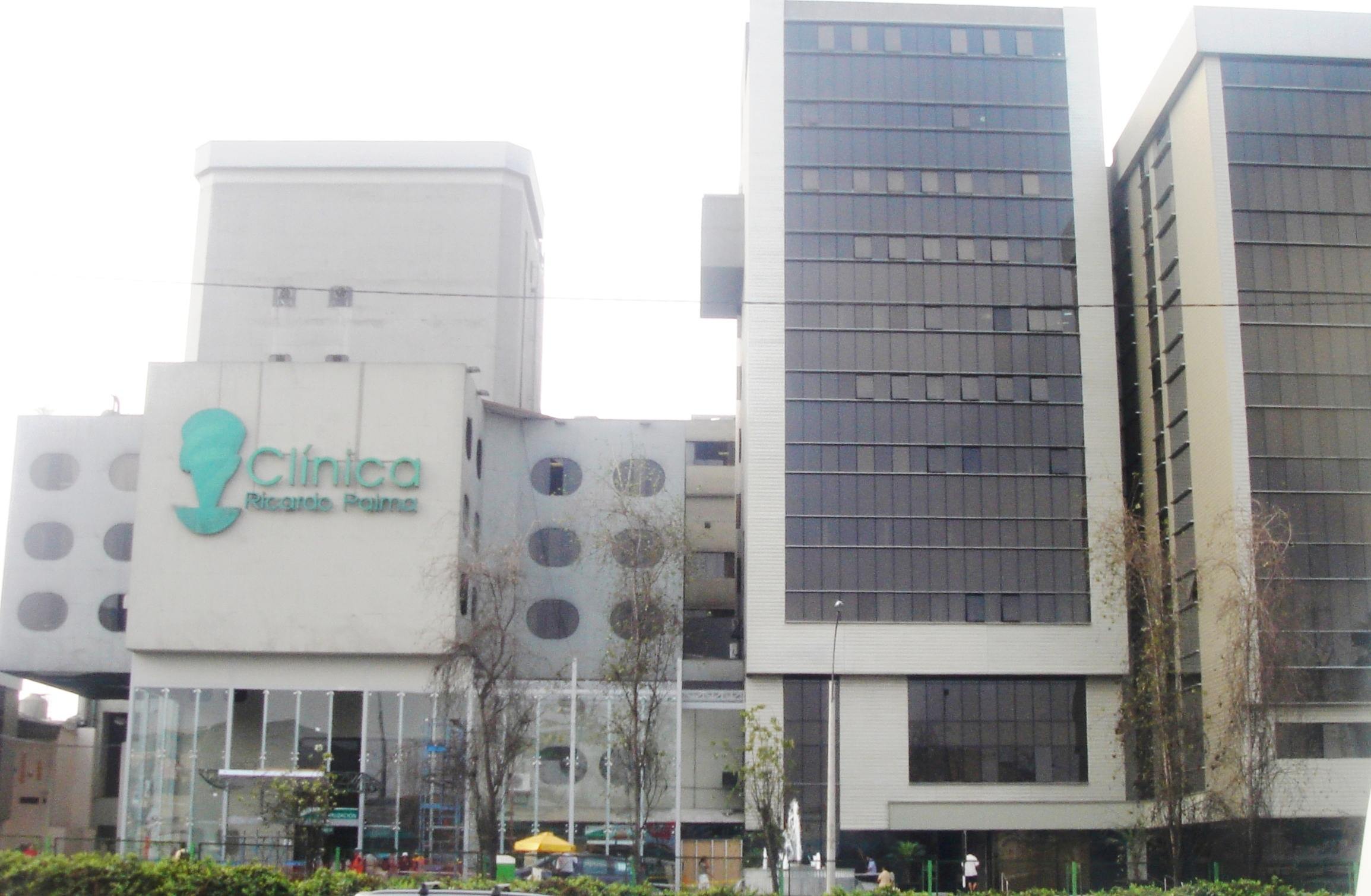
Szpital Ricardo Palmy w Limie

Dzieła Palmy są tematem wielu publikacji, takich jak zamieszczone w zbiorze „AULA Palma II” (Instituto Ricardo Palma, 2000-2001), wydanym w URP:
- Jorge dá Vila vá Squez: Algunos temas ecuatorianos en Ricardo Palma
- Bogdan Piotrowski: La interpretación axiológico-literaria de la imagen de Bolívar en la obra de Ricardo Palma
- Luz Ángela Martínez: Cómo extirpar de nuestra sangre el "Barroco" que llevamos dentro?
- Néstor A. Tenorio Requejo: Ricardo Palma, el (re) fundador memorioso
- Juan Parendes Carbonell: La Transtextualidad en las Tradiciones de Palma
- Jesús Cabel: Re-lectura de las Tradiciones desde la óptica de la Literatura Infantil y Juvenil
- César A. Ángeles Caballero: Un amigo de Ricardo Palma: Celso V. Torres
- Teodoro Hampe Martínez: Las " Tradiciones Peruanas " y el imaginario de la nobleza titulada del virreinato
- Carlos Thorne: Ricardo Palma en la novela
- Roy Tanner: Humor e ironía en las Tradiciones Peruanas
- Merlin Compton: Aproximaciones a la obra de Ricardo Palma
- Bai Fengsen: Las Tradiciones Peruanas en chino
- Isabelle Tauzin Castellanos: En la encrucijada de los géneros literarios: Las Tradiciones Peruanas
- Manuel Pantigoso Pecero: Ricardo Palma: Precursor del principio de la extensión del uso del idioma como base para admitir vocablos en el diccionario de la Academia Española

Imię Ricardo Palmy nosi:
- Dystrykt Ricardo Palma(inne języki) w Prowincja Huarochirí(inne języki)
- Universidad Ricardo Palma (URP) w Limie, którego dewiza brzmi es Formamos seres humanos para kultura de paz (jesteśmy ludźmi kultury pokoju); w grudniu 1997 roku w URP utworzono Instituto Ricardo Palma, którego celem jest upowszechnianie prac patrona, dotyczących peruwiańskiej tradycji[5]
- Clinica Ricardo Palma w Limie[6]
- Fundación Ricardo Palma
- Museo Ricardo Palma w Miraflores[7]

Portret Ricardo Palmy znalazł się również na banknotach, np. „10 Intis” z 1987 roku.